# 노블 오토모티브

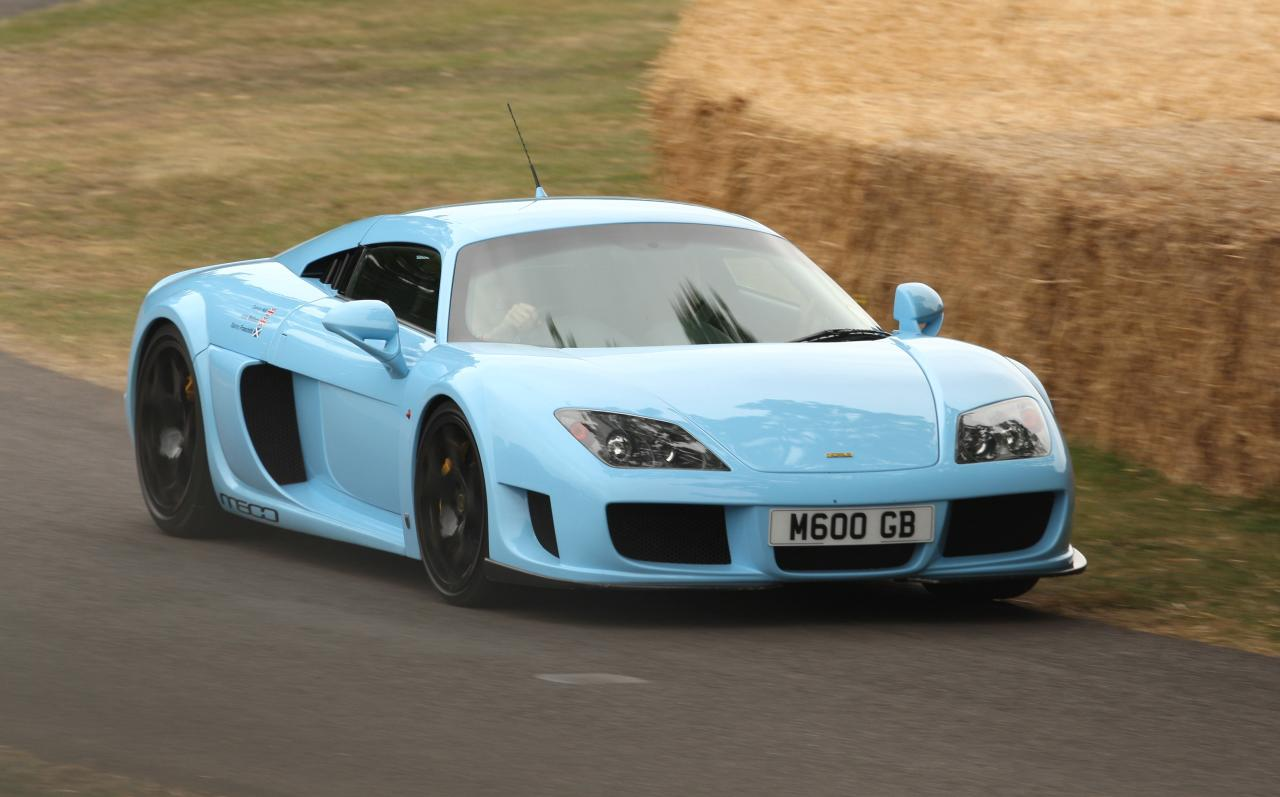
노블 M600

노블 오토모티브(영어: Noble Automotive Ltd)는 스포츠카를 생산하는 영국의 자동차 기업이다. 영국 웨스트요크셔주 리즈에 위치한 이 기업은 1999년에 설립했으며 현재 M500 등 총 6개 모델을 설계, 제조, 판매하고 있다.